# Elección legislativa de Francia de 1816
Las elecciones legislativas de Francia de 1816 se realizaron el  25 de septiembre y 4 de octubre de 1816.
Se aplicó el sufragio censitario, teniendo derecho a voto solo los ciudadanos que pagaban impuestos.
Todos los electores eligieron tres quintas partes de los diputados en la primera vuelta. En la segunda vuelta, los ciudadanos que pagaban mayores impuesto eligieron las dos terceras partes restantes.  
Reemplazó a la Chambre introuvable, de composición ultra realista, estableciéndose un Parlamento con miembros realistas mucho más moderados.

## Resultados
| Partido | Partido                      | Estaños |
| ------- | ---------------------------- | ------- |
|         | Realistas moderados          | 136     |
|         | Ultra realistas              | 92      |
|         | Republicanos y bonapartistas | 20      |
|         | Izquierda liberal            | 10      |

- Datos: Q553820